# Ochthebius fossulatus
Ochthebius fossulatus es una especie de escarabajo del género Ochthebius, familia Hydraenidae. Fue descrita científicamente por Mulsant en 1844.
Se distribuye por Malta (en la localidad maltesa de Marsaskala). Mide 1,9 milímetros de longitud.